# Sveti Benezet
Sveti Benezet (fra. Bénézet d'Avignon; Hermillon, oko 1163. – Burzet, 1184.), francuski svetac.

## Životopis
Kršćanska tradicija navodi da je bio pastir koji je imao viziju za vrijeme pomrčine 1177. nakon čega mu je naređeno da sagradi most preko rijeke Rhône u Avignonu. Sagradio je most vlastoručno; crkvene i civilne vlasti odbile su mu pomoći. 
Prema legendi, bilo povika "čudo! čudo!" kada je Benezet položio prvi kamen. Sve ukupno dogodilo se još osamnaest čuda: Slijepi su progledali, gluhi opet mogli čuti, invalidi mogli hodati itd. Benezet je time osvojio podršku za svoj projekt od bogatih sponzora te on osniva Bratstvo za izgradnju mostova. 
Nakon njegove smrti, Benezet je pokopan na samom mostu, u maloj kapelici posvećenoj sv. Nikoli, svecu zaštitniku pomoraca. Njegove relikvije su ostale tamo do 1669., kada je poplavio dio mosta. Njegov lijes je izvađen i otvoren, a tijelo Benezeta je pronađeno neraspadnuto. Relikvije su prenesene u katedralu u Avignonu, a zatim u celestinsku crkvu sv. Didiera. 